# Назаров, Виктор Гаврилович
Виктор Гаврилович Назаров (28 сентября 1925 года — 13 апреля 2009) — звеньевой рыболовецкого звена колхоза «Красный рыбак» Старорусского района Новгородской области. Участник Великой Отечественной войны, гвардий красноармеец, воевал на 3-м Украинском фронте, полный кавалер ордена Трудовой Славы.

## Биография
Виктор Назаров родился 28 сентября 1925 года в деревне Взвад (Старорусский район, Новгородская область) в крестьянской семье. С октября 1940 года работал модельщиком по дереву ремесленного училища № 10 в деревне Званка (Чудовский район, Ленинградская область). С июля 1941 года фрезеровщик ремесленного училища № 24 города Молотов (ныне Пермь).
В июне 1944 года призван в армию. Служил наводчиком 2-й зенитной артиллерийской батареи 108-го отдельного зенитного артиллерийского дивизиона 107-й гвардейской стрелковой дивизии 3-го Украинского фронта. 9 апреля 1945 года отличился в бою в районе города Вена (Австрия), в составе расчёта отразив восемь воздушных атак на скопление советских войск. Во время боя расчёт сбил самолёт МЕ-109. Войну закончил около города Прага (Чехия). После войны служил в Киевском военном округе. В марте 1950 года в звание старшего сержанта уволен из вооруженных сил.
С марта 1950 года Виктор Назаров работал звеньевым лова колхоза имени Микояна Старорусского района (деревня Взвад). В октябре 1952 года начал обучение в рыбопромышленном техникуме, где учился до апреля 1953 года. С апреля 1953 года работал старшиной катера, а с октября 1954 года звеньевым рыболовецкого звена колхоза имени Микояна (позднее колхоз «Красный рыбак»). За годы работы его звено неоднократно становилось лучшим. 8 октября 1974 года его звено первым в колхозе выполнило досрочно норму девятой пятилетки по вылову рыбы на каждого члена звена (при плане в 400 центнеров за четыре года было выловлено 436 центнеров рыбы). В 1974 году его звено включили во Всесоюзное социалистическое соревнование по увеличению вылова рыбы и успешно выполнили обязательство, выловив по 106 центнеров рыбы на каждого члена звена. К 1975 году Виктор Назаров подготовил 7 молодых рыбаков. 4 июня 1975 года указом Президиума Верховного Совета СССР награждён орденом Трудовой Славы 3-й степени, а 17 марта 1981 года орденом Трудовой Славы 2-й степени.
17 февраля 1986 года указом Президиума Верховного Совета СССР Виктор Гаврилович Назаров награждён орденом Трудовой Славы 1-й степени, став полным кавалером ордена. В августе 1986 года вышел на пенсию. На пении был председателем Совета ветеранов Взвадского сельского совета, а также избирался депутатом Взвадского сельсовета. 13 апреля 2009 года скончался в деревне Взвад.

## Награды
- Орден Трудовой Славы I степени № 193, 17 февраля 1986 года
- Орден Трудовой Славы II степени № 10379, 17 марта 1981 года
- Орден Трудовой Славы III степени № 79524, 4 июня 1975 года
- Орден Отечественной войны II степени, 1985 год
- Медаль «За отвагу»
- Медаль «За взятие Вены»
- Медаль «За победу над Германией в Великой Отечественной войне 1941—1945 гг.»
- Медаль «За трудовую доблесть»
- Медаль «В ознаменование 100-летия со дня рождения Владимира Ильича Ленина»

## Примечание
1. 1 2  Назаров Виктор Гаврилович. www.warheroes.ru. Дата обращения: 24 февраля 2020. Архивировано 9 января 2020 года.
2. 1 2  Навсегда в памяти. Герои земли Новгородской.. — Великий Новгород, 2015.